# Calamity Anne's Love Affair
Calamity Anne's Love Affair er en amerikansk stumfilm fra 1914 af Tom Ricketts.

## Medvirkende
- Louise Lester som Calamity Anne.
- George Field som Billie Skyboy.
- Edith Borella.
- Charlotte Burton.
- B. Reeves Eason.